# 東京ガスリース
東京ガスリース株式会社（とうきょうがすりーす、英文社名: Tokyo Gas Lease Co.,Ltd.）は、東京都新宿区に本社を置く日本のリース会社。
東京ガス株式会社の完全子会社である。

## 概要
1983年に設立された、東京ガスが100%出資のティージー・クレジットサービス株式会社が前身企業。2010年に現在の「東京ガスリース」へ社名変更した。東京ガスが掲げる5事業のうち「その他の事業」に位置づけられ、主に東京ガスライフバル等が販売するガス機器等の代金クレジット・各種リース業務を行っている。
東京ガス・東京ガスライフバルとの共同運営商品として「バリューリース」を展開するほか、主力商品に家庭用燃料電池「エネファーム」を対象としたクレジット商品などがある。

## 沿革
- 1983年 - ティージー・クレジットサービス株式会社設立（東京ガス100%出資）。
- 1994年 - 本社を港区海岸から新宿区西新宿へ移転。
- 2010年 - 東京ガスリース株式会社に社名を変更。
- 2011年 - エネファーム専用クレジット取扱開始。
- 2013年 - 設立30周年

## 参考
1. 1 2 3 4 5  東京ガスリース株式会社 第42期決算公告
2. ↑  企業概要 - 東京ガスリース採用サイト
3. ↑  東京瓦斯株式会社 第214期 有価証券報告書
4. ↑  東京ガス：バリューリースのページ